# Vet
|  | Per a altres significats, vegeu «Vet (cognom)». |

El president William J. Clinton signant cartes de vet d'elements de línia

La paraula vet (o veto) procedeix del llatí per "prohibo" i significa literalment [jo] prohibeixo. S'utilitza per a posar de manifest que una part (estat, institució, persona...) té el dret d'aturar de forma unilateral una llei. Un vet, per tant, proporciona poder il·limitat per a parar canvis, però no pas per a adoptar-los.
Alguns vetos es poden superar, sovint amb un vot de la majoria qualificada: als Estats Units, un vot de dos terços de la Cambra de Representants i Senat pot anul·lar un veto presidencial. Alguns vetos, però, són absoluts i no es poden anul·lar. Per exemple, en el Consell de Seguretat de l'ONU, els cinc membres permanents (Estats Units, Rússia, Xina, França i Regne Unit) tenen dret de veto. Si algun d'aquests països vota contra una proposta, aquesta queda rebutjada, encara que els 10 membres restants del consell hi hagin votat a favor, la qual cosa, juntament amb la no elecció per votació universal, lliure, directa i secreta dels membres de l'Assemblea General i del Secretari General ha servit sovint per a denunciar el dèficit democràtic de l'ONU.
En molts casos, el poder de veto només es pot utilitzar per evitar canvis en l'statu quo. Però alguns poders de veto també inclouen la capacitat de fer o proposar canvis. Per exemple, el president indi pot utilitzar un veto modificatori per proposar esmenes als projectes de llei vetats.
El poder executiu per vetar la legislació és una de les principals eines que té l'executiu en el procés legislatiu, juntament amb el poder de proposta. Es troba més comunament als presidencial i sistema semipresidencials. Als sistema parlamentaris, el cap d'estat sovint té un poder de veto feble o cap. Però, tot i que alguns sistemes polítics no contenen un poder de veto formal, tots els sistemes polítics contenen veto players, persones o grups que poden utilitzar el poder social i polític per evitar canvis de política.
El concepte de veto es va originar amb els càrrecs romans de cònsol i Tribú de la plebs. Hi havia dos cònsols cada any; qualsevol cònsol podia bloquejar l'acció militar o civil de l'altre. Els tribuns tenien el poder de bloquejar unilateralment qualsevol acció d'un magistrat romà o els decrets aprovats pel Senat romà.
Des del segle xvi fins al 1903, els monarques de França, Espanya i Àustria (aquest últim en qualitat d'hereus del Sacre Imperi Romanogermànic) disposaven del dret a vet papal per a vetar un candidat al papat.
Els caps d'Estat espanyols també havien gaudit tradicionalment del dret de vetar les lleis aprovades per les Corts. El darrer cop que aquest fou exercit va ser el 1938, quan el president de la República, Manuel Azaña, va vetar la Llei de concessió d'una pensió a la vídua del qui fou diputat Ángel Pestaña per no haver set aprovada pel Ple del Congrés dels Diputats sinó per la Diputació Permanent de Corts. Quan finalment la Llei va ser votada pel Congrés dels Diputats el 30 de setembre de 1938 en la sessió celebrada a Sant Cugat del Vallès, el president de la República aixecà el vet i promulgà la Llei.

## Història

### Veto romà

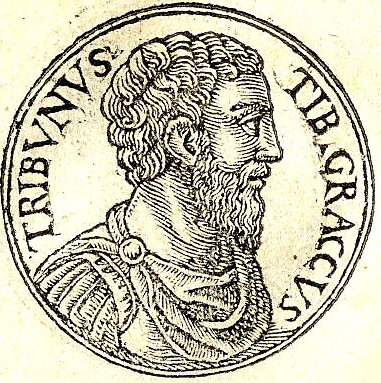
Tiberius Gracchus, tribun romà

La institució del veto, coneguda pels romans com a intercessio, va ser adoptada per la República Romana al segle vi aC per permetre als tribuns protegir els mandamus interessos de la plebeus (ciutadania comuna) de les invasions dels patricis, que dominaven el Senat. El veto d'un tribun no va impedir que el senat aprovés un projecte de llei, però va suposar que se li denegava la força de la llei. Els tribuns també podien utilitzar el veto per evitar que un projecte de llei fos portat davant l'assemblea plebea. Els cònsols també tenien el poder de veto, ja que la presa de decisions generalment requeria el consentiment d'ambdós cònsols. Si no estaven d'acord, qualsevol podria invocar la intercessio per bloquejar l'acció de l'altre. El veto era un component essencial de la concepció romana del poder que s'utilitzava no només per gestionar els afers estatals, sinó també per moderar i restringir el poder dels alts funcionaris i institucions de l'estat.
Un ús notable del veto romà es va produir en la reforma agrària de Gracchan, que va ser inicialment encapçalada pel tribun Tiberi Gracchus l'any 133 aC. Quan el company de tribuna de Grac, Marcus Octavius, va vetar la reforma, l'Assemblea va votar per eliminar-lo per la teoria que un tribun havia de representar els interessos dels plebeus. Més tard, els senadors indignats per la reforma van assassinar Gracchus i diversos partidaris, provocant un període de violència política interna a Roma.

### Cònsol romà
Els cònsols eren originalment patricis, però després del llarg enfrontament polític entre patricis i plebeus, amb les leges Liciniae-Sextiae de 367 aC es va establir la dualitat d'un cònsol patrici i un altre plebeu (el nom «cònsol» es va usar llavors per primer cop). Eren elegits pels comicis centuriats i cadascun podia vetar les decisions de l'altre, de manera que només es podien adoptar les que tenien consens; només el veto de l'altre cònsol, i més tard dels tribuns de la plebs, limitava les seves facultats. En canvi els cònsols podien interferir en les decisions dels pretors, edils i qüestors (no pas les dels censors ni dictadors, ni, més tard, en les dels tribuns). El seu poder militar era il·limitat i tenien el comandament de dues legions cadascun, que més tard foren més.

### Liberum veto
A la constitució de la Confederació de Polònia i Lituània als segles XVII i XVIII, tots els projectes de llei havien d'aprovar el Sejm o "Seimas" (parlament) per consentiment unànime, i si algun legislador, va invocar el liberum veto, això no només va vetar aquest projecte de llei sinó també tota la legislació anterior aprovada durant la sessió, i va dissoldre la pròpia sessió legislativa. El concepte es va originar en la idea de "democràcia polonesa", ja que qualsevol pol d'extracció noble era considerat tan bo com qualsevol altre, per molt baixa o alta que fos la seva condició material. L'ús cada cop més freqüent d'aquest poder de veto va paralitzar el poder de la legislatura i, combinat amb una sèrie de reis febles, va conduir finalment a la particions i la dissolució de l'estat polonès a finals. segle XVIII.

### Aparició de vetos moderns

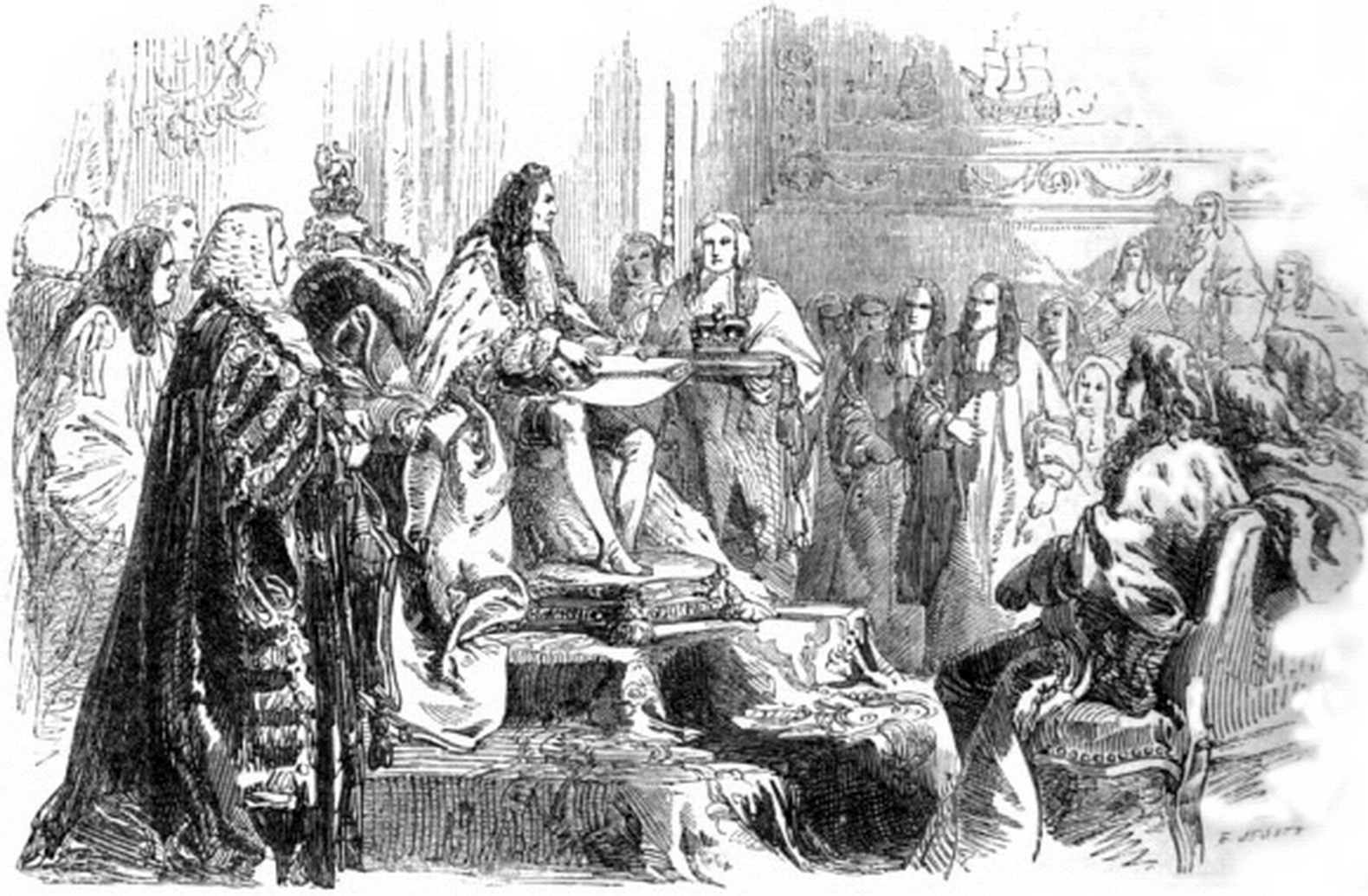
Guillem III d'Anglaterra atorga el consentiment reial a la Llei de Tolerància de 1688.

El veto de l'executiu modern deriva de la institució europea del consentiment real, en què es requeria el consentiment del monarca perquè els projectes de llei esdevinguessin llei. Això al seu torn havia evolucionat a partir de sistemes reials anteriors en què les lleis eren simplement emeses pel monarca, com va ser el cas, per exemple, a Anglaterra fins al regnat d'Eduard III al segle XIV.Plantilla:Sfn. A la mateixa Anglaterra, el poder del monarca per negar el consentiment reial no es va utilitzar després de 1708, però es va utilitzar àmpliament a les colònies britàniques. El gran ús d'aquest poder es va esmentar a la Declaració d'Independència dels Estats Units d'Amèrica el 1776.
Després de la Revolució Francesa de 1789, el veto reial va ser molt debatut, i es van presentar centenars de propostes per a diferents versions del veto reial, ja siguin absoluts, suspensius o inexistents. Amb l'adopció de la Constitució francesa de 1791, el rei Lluís XVI va perdre el seu veto absolut i va adquirir el poder d'emetre un veto suspensiu que podria ser anul·lat per un vot majoritari en dues sessions successives de l'Assemblea Legislativa, que trigaria entre quatre i sis anys. Amb l'abolició de la monarquia el 1792, la qüestió del veto reial francès va quedar discutible.
El veto presidencial va ser concebut pels republicans als segles XVIII i XIX com una eina contra-majoritària, limitant el poder d'una majoria legislativa. Alguns pensadors republicans com Thomas Jefferson, però, van defensar l'eliminació del poder de veto completament com una relíquia de la monarquia. Per evitar donar massa poder al president, la majoria dels primers vetos presidencials, com el poder de veto als Estats Units, eren vetos qualificats que la legislatura podia anul·lar. Però no sempre va ser així: La constitució xilena de 1833, per exemple, va concedir al president d'aquest país un veto absolut.

## Tipus
La majoria dels vetos moderns estan pensats com un control sobre el poder del govern, o una branca de govern, més comunament la branca legislativa. Així, en els governs amb una separació de poders, els vetos poden ser classificats per la branca de govern que els promulga: un veto executiu, veto legislatiu o veto judicial.
Altres tipus de poder de veto, però, han salvaguardat altres interessos. La denegació de l'assentiment reial per part dels governadors de les colònies britàniques, que va continuar molt després que la pràctica hagués acabat a la mateixa Gran Bretanya, va servir de control per part d'un nivell de govern contra un altre. Els vetos també es poden utilitzar per salvaguardar els interessos de determinats grups dins d'un país. El poder de veto dels antics tribuns romans protegia els interessos d'una classe social (els plebeus) contra una altra (els patricis). En la transició de l'apartheid, un "Veto blanc" per protegir els interessos dels blancs sud-africans es va proposar però no es va adoptar. Més recentment, s'han proposat vetos indígenes sobre projectes industrials en terres indígenes arran de la Declaració sobre els drets dels pobles indígenes de 2007, que requereix el "consentiment lliure, previ i informat" de les comunitats indígenes per al desenvolupament. o projectes d'extracció de recursos a les seves terres. No obstant això, molts governs s'han mostrat reticents a permetre aquest veto.
Els vetos es poden classificar segons si l'organisme vetat els pot anul·lar i, si és així, com. El veto absolut no es pot anul·lar en absolut. Un veto qualificat pot ser anul·lat per una majoria qualificada, com ara dos terços o tres cinquenes parts. Un veto suspensiu, també anomenat veto suspensiu, pot ser anul·lat per majoria simple i, per tant, només serveix per retardar l'entrada en vigor de la llei.

### Tipus de vetos executius

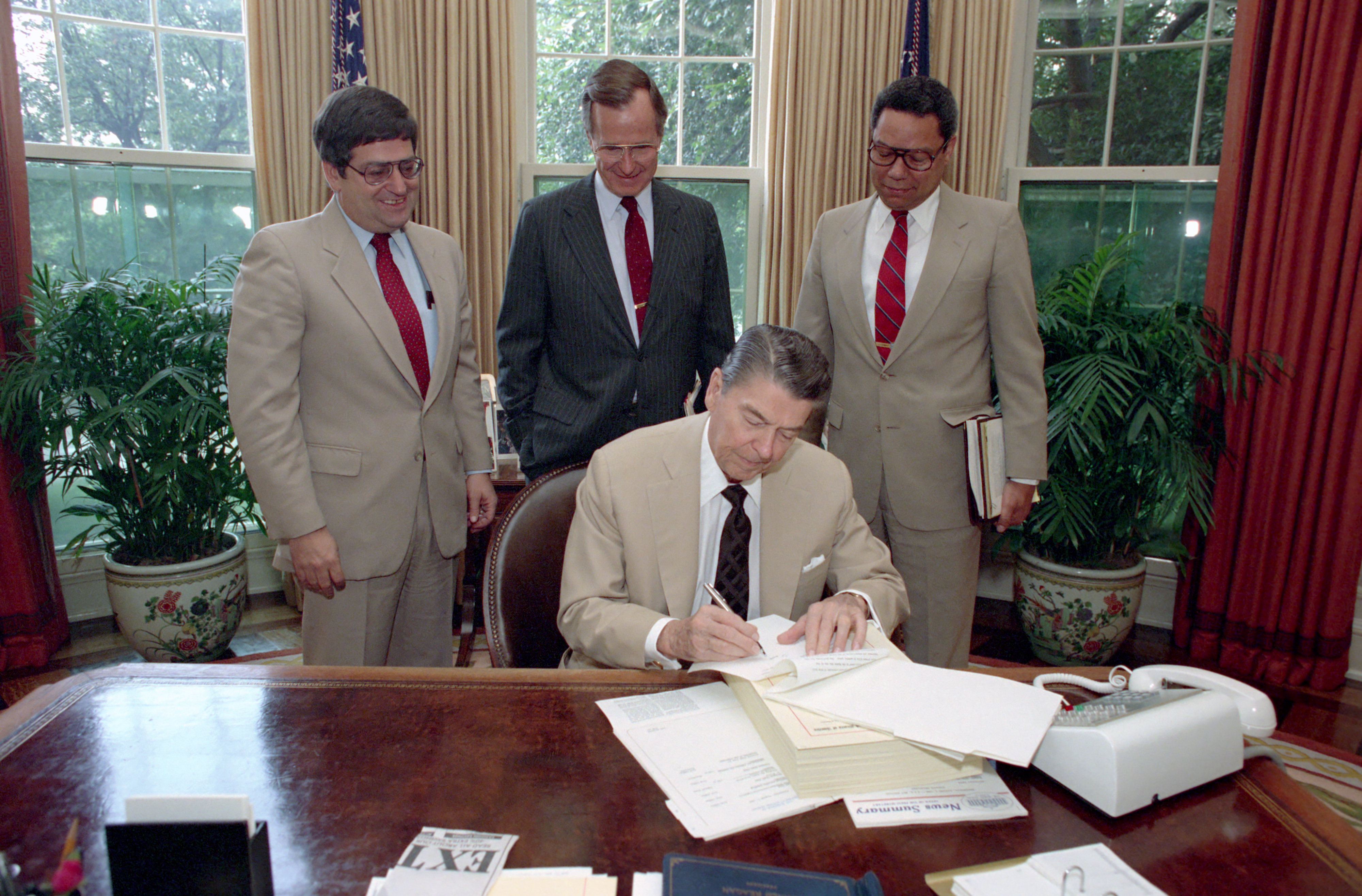
El president dels Estats Units, Ronald Reagan, signant el veto d'un projecte de llei.

Un veto de paquet, també anomenat "veto de bloc" o "veto total", veta un acte legislatiu en el seu conjunt. Un veto parcial, també anomenat veto d'elements de comanda, permet a l'executiu oposar-se només a alguna part específica de la llei mentre permet que la resta es mantingui. Un executiu amb un veto parcial té una posició de negociació més forta que un executiu amb només un paquet de poder de veto. Un veto o una observació modificatòria retorna la legislació a la legislatura amb esmenes proposades, que la legislatura pot adoptar o anul·lar. L'efecte de la inacció legislativa pot variar: en alguns sistemes, si el legislador no fa res, el projecte de llei vetat fracassa, mentre que en altres, el projecte de llei vetat es converteix en llei. Com que el veto modificatori dóna a l'executiu un paper més fort en el procés legislatiu, sovint es veu com un indicador d'un poder de veto especialment fort.
Alguns poders de veto es limiten a qüestions pressupostàries (com els vetos de partida en alguns estats dels EUA, o el veto financer a Nova Zelanda). Altres poders de veto (com ara a Finlàndia) s'apliquen només a qüestions no pressupostàries; alguns (com a Sud-àfrica) s'apliquen només a qüestions constitucionals. Un poder de veto que no està limitat d'aquesta manera es coneix com a "veto de política".
Un tipus de veto pressupostari, el veto de reducció, que es troba a diversos estats dels Estats Units, atorga a l'executiu l'autoritat per reduir els crèdits pressupostaris que ha fet la legislatura. Quan un l'executiu té diversos poders de veto diferents, els procediments per anul·lar-los poden ser diferents. Per exemple, a l'estat nord-americà d'Illinois, si la legislatura no pren cap acció sobre un veto de reducció, la reducció simplement es converteix en llei, mentre que si la legislatura no pren cap acció sobre un veto modificatori, el projecte de llei mor.
Un veto de butxaca és un veto que entra en vigor simplement perquè l'executiu o el cap d'estat no pren cap acció. Als Estats Units, el veto de butxaca només es pot exercir cap al final d'una sessió legislativa; si el termini per a l'acció presidencial passa durant la sessió legislativa, el projecte de llei simplement es convertirà en llei. La legislatura no pot anul·lar un veto de butxaca.
Alguns poders de veto són limitats en la seva temàtica. Un veto constitucional només permet a l'executiu vetar projectes de llei que són inconstitucionals; en canvi, es pot utilitzar un "veto de política" sempre que l'executiu no estigui d'acord amb el projecte de llei per motius polítics. Els presidents amb veto constitucional inclouen els de Benín i Sud-àfrica.

### Veto legislatiu
Un veto legislatiu és un poder de veto exercit per un òrgan legislatiu. Pot ser un veto exercit pel legislador contra una acció del poder executiu, com en el cas del veto legislatiu als Estats Units, que es troba a 28 estats dels EUA. També pot ser un poder de veto exercit per una cambra d'una legislatura bicameral contra una altra, com el que antigament tenia els membres del Senat de Fiji nomenats pel Gran Consell de Caps.

### Veto sobre els candidats
En determinats sistemes polítics, un organisme determinat pot exercir un veto sobre els candidats a un càrrec electe. Aquest tipus de veto també es pot referir amb el terme més ampli "vetting".
Històricament, certs reis catòlics europeus van poder vetar els candidats al papat, un poder conegut com el jus exclusivae. Aquest poder va ser utilitzat per darrera vegada l'any 1903 per Francesc Josep I d'Àustria.
A l'Iran, el Consell de Guardians té el poder d'aprovar o desaprovar candidats, a més del seu poder de veto sobre la legislació.
A la Xina, després d'una esllavissada a favor de la democràcia a les eleccions locals de Hong Kong de 2019, el 2021 el Congrés Nacional del Poble va aprovar una llei que donava al Candidat Comitè de revisió d'elegibilitat, nomenat pel directiu general de Hong Kong, el poder de vetar candidats al Consell Legislatiu d'Hong Kong.

## Equilibri de poders
En els sistemes presidencials i semipresidencials, el veto és un poder legislatiu de la presidència, perquè implica el president en el procés d'elaboració de la llei. A diferència dels poders proactius com el capacitat per introduir legislació, el veto és un poder reactiu, perquè el president no pot vetar un projecte de llei fins que la legislatura l'hagi aprovat.
Els poders de veto executius sovint es classifiquen com a comparativament "forts" o "febles". Un poder de veto es pot considerar més fort o més dèbil segons el seu abast, els terminis per exercir-lo i els requisits perquè l'òrgan vetat l'anul·li. En general, com més gran sigui la majoria necessària per a una anul·lació, més fort és el veto.
Els vetos parcials són menys vulnerables a la anul·lació que els vetos de paquets. i els politòlegs que han estudiat la qüestió generalment han considerat que els vetos parcials donen a l'executiu un poder més gran que els vetos de paquets. No obstant això, els estudis empírics del veto de línia als EUA El govern estatal no ha trobat cap efecte consistent en la capacitat de l'executiu per avançar en la seva agenda. Els vetos modificatius donen més poder a l'executiu que els vetos suprimidors, perquè donen a l'executiu el poder. poder per apropar la política al seu propi estat preferit del que seria possible d'una altra manera. Però fins i tot un veto de paquets suspensius que pot ser anul·lat per una majoria simple pot ser eficaç per aturar o modificar la legislació. Per exemple, a Estònia el 1993, el president Lennart Meri va poder obtenir esmenes a la proposta de llei d'estrangeria després d'emetre un veto suspensiu del projecte de llei i proposar esmenes basades en opinions d'experts sobre la llei europea.

## A tot el món

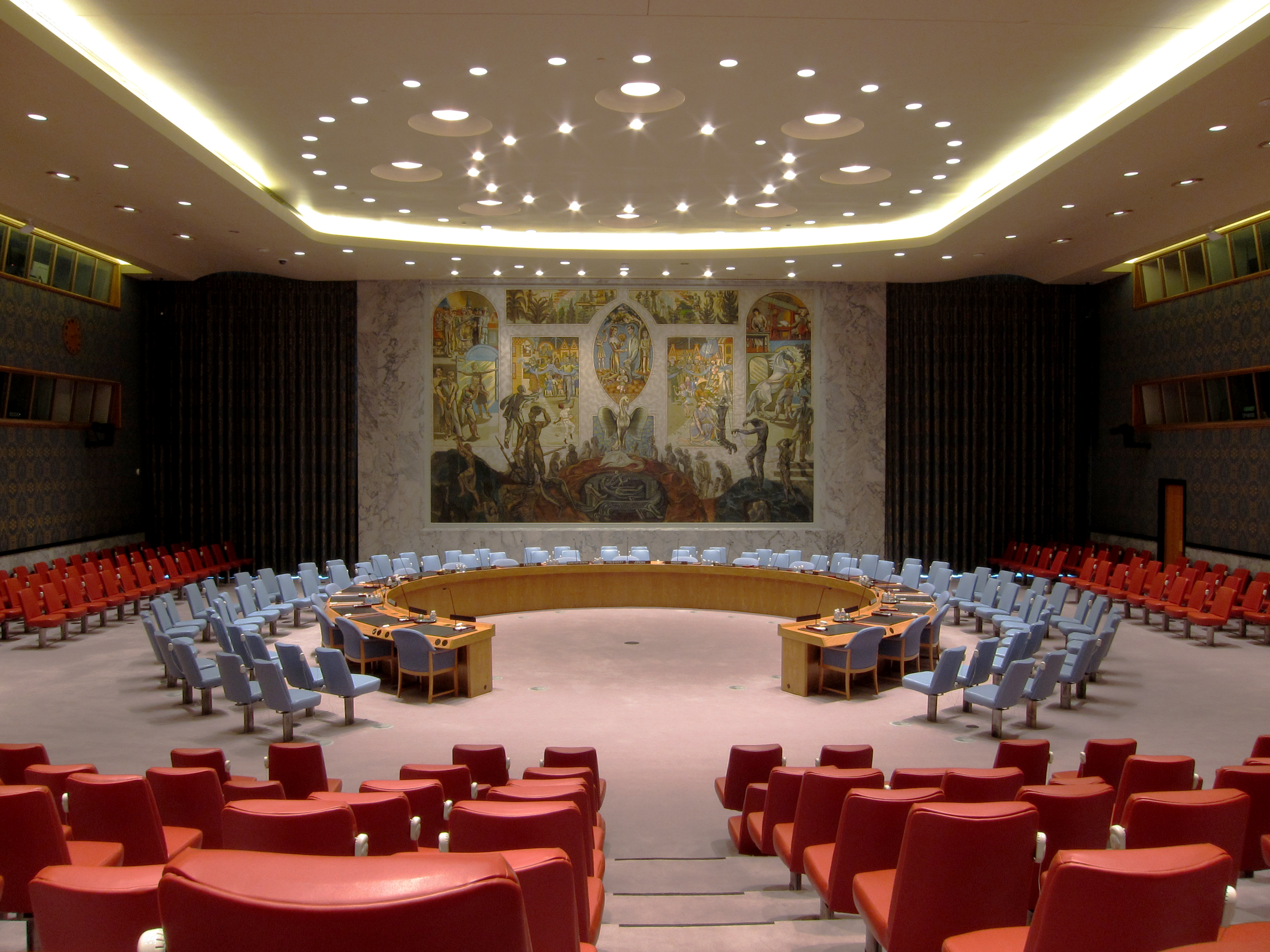
Sala de reunions del Consell de Seguretat de les Nacions Unides.

A nivell mundial, el veto executiu sobre la legislació és característic dels sistema presidencial i sistema semipresidencial, amb poders de veto més forts generalment associats amb poders presidencials més forts en general. Als sistema parlamentaris, el poder de veto del cap d'estat sol ser dèbil o inexistent. En particular, als sistema de Westminsters i la majoria de les monarquies constitucionals, el poder de vetar la legislació retenint el assentiment reial és un poder de reserva poc utilitzat del monarca. A la pràctica, la Corona segueix la convenció d'exercir la seva prerrogativa per assessorament del parlament.

### Organismes internacionals
- Nacions Unides:Els cinc membres permanents del Consell de Seguretat de les Nacions Unides tenen un veto absolut sobre les resolucions del Consell de Seguretat, excepte en qüestions de procediment.[32] Cada membre permanent ha utilitzat aquest poder en algun moment.[33] Un membre permanent que vulgui estar en desacord amb una resolució, però no vetar-la, pot abstenir-se.[33] El primer país que va utilitzar aquest darrer poder va ser l'URSS el 1946, després de les seves esmenes a una resolució sobre la retirada de les tropes britàniques del Líban i Síria van ser rebutjades.[34]

- Unió Europea: Els membres del Consell de la UE tenen poder de veto en determinades àrees, com ara la política exterior i l'adhesió d'un nou estat membre, a causa del requisit d'unanimitat en aquests àmbits. Per exemple, Bulgària ha utilitzat aquest poder per bloquejar les converses d'adhesió de Macedònia del Nord,i a la dècada de 1980, el Regne Unit (aleshores un membre del precursor de la UE, la CEE) va aconseguir la reducció del Regne Unit amenaçant amb utilitzar el seu poder de veto per frenar la legislació.[35] A més, quan el Parlament i el Consell deleguen l'autoritat legislativa a la Comissió, poden establir un veto legislatiu sobre les regulacions que la Comissió emet en virtut de aquella competència delegada.[36][37] Aquest poder es va introduir per primera vegada l'any 2006 com a "procediment de regulació amb control", i des de 2009 com a "actes delegats" en virtut del Tractat de Lisboa.[38] Aquest poder de veto legislatiu s'ha utilitzat amb moderació: del 2006 al 2016, el Parlament va emetre 14 vetos i el Consell en va emetre 15.[38]

Africa

## Àfrica
- Benin: El president pot retornar la legislació a l'Assemblea Nacional perquè la reconsideri en un termini de 15 dies (o 5 dies si la legislació es declara urgent).[39] L'Assemblea Nacional pot anul·lar el veto aprovant una vegada més la legislació per majoria absoluta.[39][40] Si després el president veta la legislació per segona vegada, l'Assemblea Nacional pot demanar al Tribunal Constitucional que es pronunciï sobre la seva constitucionalitat. Si el Tribunal dictamina que la legislació és constitucional, esdevé llei.[41][40] Si el president ni aprova ni torna la legislació dins dels 15 establerts. - o període de 5 dies, això funciona com un veto, i l'Assemblea Nacional pot sol·licitar al Tribunal que declari la llei constitucional i efectiva.[40] Això va passar, per exemple, l'any 2008, quan el president Yayi no va prendre mesures sobre un projecte de llei que posaria la data de finalització de les "mesures excepcionals" per les quals havia mantingut l'Assemblea Nacional en sessió. Després de vetar de butxaca el projecte de llei d'aquesta manera, el president va sol·licitar al Tribunal la revisió constitucional. revisió, que va fer (i es va imposar).[42]

- Camerun: El president té el poder de tornar els projectes de llei al Parlament per a una segona lectura.[43] Aquest poder s'ha d'exercir en un termini de 15 dies.[44] En segona lectura, el projecte de llei s'ha d'aprovar per majoria absoluta per convertir-se en llei.[43]
- Libèria: El president té poders de veto de paquet, partida i butxaca en virtut de l'article 35 de la Constitució de 1986. El president té vint dies per signar un projecte de llei, però pot vetar el projecte de llei sencer o algunes parts, després dels quals la Legislatura l'ha de tornar a aprovar amb una majoria de dos terços de les dues cambres. . Si el president no signa un projecte de llei en vint dies i la legislatura s'ajorna, el projecte de llei fallarà.[45]
- Sud-àfrica: El president té un veto constitucional feble.[46] El president pot retornar un projecte de llei a l'Assemblea Nacional si el president té reserves sobre la constitucionalitat del projecte.[47] Si l'Assemblea Nacional aprova el projecte de llei per segona vegada, el president l'ha de signar o remetre-li a la Cort Constitucional de Sud-àfrica per a una decisió final sobre si el projecte de llei és constitucional.[47] Si no hi ha preocupacions constitucionals, el consentiment del president a la legislació és obligatori.
- Uganda: El president té poders de veto de paquets i articles.[48] Aquest poder s'ha d'exercir dins dels 30 dies següents a la recepció de la legislació.[48] La primera vegada que el president retorna un projecte de llei al Parlament, el Parlament el pot tornar a aprovar per majoria simple de vots. Si el president el retorna per segona vegada, el Parlament pot anul·lar el veto amb un vot de dos terços. bonificacions fiscals dels legisladors.[49][50]

- Zambia: En virtut de la constitució de 1996, el president tenia un veto de butxaca absolut: si no donava el seu consentiment a la legislació ni la tornava al parlament per a una possible substitució, aquesta estava definitivament morta.[51] Aquest poder inusual es va eliminar en una reorganització general de les disposicions legislatives de la Constitució el 2016.[52][53]

## Amèrica

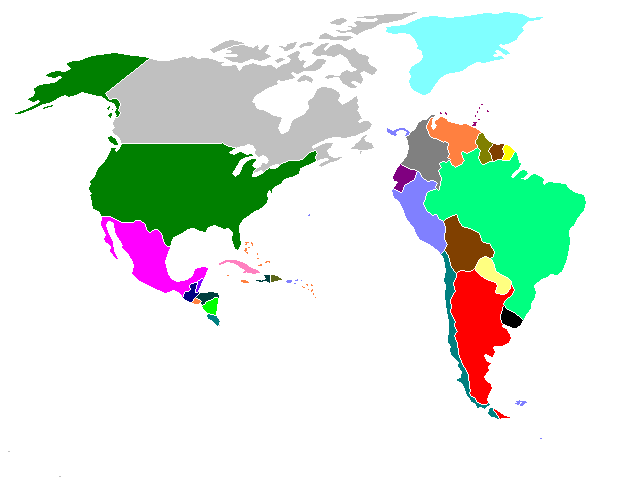
Les Amèriques

- Brasil: El President de la República té dret a vetar, totalment o parcialment, qualsevol projecte de llei que aprovi les dues cambres del Congrés Nacional , excepcions fetes a les esmenes constitucionals i decrets del Congrés. El veto parcial pot implicar la totalitat dels paràgrafs, articles o ítems, no podent vetar paraules o frases aïllades. El Congrés Nacional té dret a anul·lar el veto presidencial si la majoria dels membres de cadascuna de les dues cambres ho accepten, és a dir, 257 diputats i 41 senadors. Si no es compleixen aquests números, es manté el veto presidencial.[54]
- Canadà: El Rei en Consell (en la pràctica, el Gabinet del Regne Unit) podria ordenar al governador general que retingués el l'assentiment del rei, permetent al sobirà dos anys desestimar el projecte de llei, vetant-lo.[55] Usat per darrera vegada el 1873, el poder va ser efectivament anul·lat diplomàticament i políticament per la Declaració Balfour de 1926, i legalment per l'Estatut de Westminster 1931. A nivell de província, els tinents governadors poden reservar el consentiment reial als projectes de llei provincials perquè els consideri el gabinet federal. Aquesta clàusula va ser invocada per última vegada el 1961 pel tinent governador de Saskatchewan.[56] A més, el Governador General en Consell (gabinet federal) pot revocar la promulgació d'una legislatura provincial en el termini d'un any des de la seva aprovació.
- República Dominicana: El president només té un veto de paquet (observació a la ley), que s'ha d'exercir dins dels 10 dies posteriors. s'aprova la legislació.[57] El veto ha d'incloure una justificació.[57] Si ambdues cambres del Congrés de la República Dominicana voten per anul·lar el veto, el projecte de llei passa a ser llei.[57]
- Equador: El president té facultats de veto de paquets i de veto modificatori (veto parcial).[58] El president ha d'emetre un veto dins dels 10 dies posteriors a l'aprovació del projecte de llei. L'Assemblea Nacional pot anul·lar un veto modificatori per una majoria de dos terços de tots els membres, però si no ho fa dins dels 30 dies posteriors al veto, la legislació esdevé llei amb les esmenes del president. .[58][59] L'Assemblea Nacional anul·la aproximadament el 20% dels vetos modificatius.[60] La legislatura ha d'esperar un any abans d'anul·lar un veto de paquet.
- El Salvador: El president té poders de veto conjunt i de veto modificatori, que s'han d'exercir dins dels vuit dies següents a l'aprovació de la legislació per l'Assemblea Legislativa.[61] Si l'Assemblea Legislativa no vota un veto modificatori, la legislació falla. L'Assemblea Legislativa pot acceptar o anul·lar un veto modificatori per majoria simple. L'eliminació d'un veto de bloqueig requereix una supermajoria de dos terços.[61]
- Mèxic: El president  té tant poders de vet com de veto modificatori, que s'han d'exercir dins dels deu dies següents a l'aprovació de la legislació pel Congrés de la Unió.[61] El Congrés pot anul·lar qualsevol tipus de veto per una majoria de dos terços dels membres votants de cada cambra.[61] Tanmateix, en el cas d'un veto modificatori, el Congrés ha de considerar primer si accepta les esmenes proposades, cosa que pot fer per majoria simple de les dues cambres.[62]
- Estats Units: A nivell federal, el president pot vetar els projectes de llei aprovats pel Congrés, i el Congrés pot anul·lar el veto amb un vot de dos terços de cada cambra.[63] A la dècada de 1990 es va promulgar breument un veto d'elements de línia, però el Tribunal Suprem va declarar una violació inconstitucional de la separació de poders. A nivell estatal, els 50 governadors estatals tenen un veto total, similar al veto presidencial.[64] Molts governadors estatals també tenen tipus de vetos addicionals, com ara vetos modificatius, de línia i de reducció.[64] Els poders de veto dels governadors varien en força. El president i alguns governadors estatals tenen un  pocket veto,

 ja que poden endarrerir la signatura d'un projecte de llei fins que s'hagi ajornat la legislatura, cosa que efectivament mata el projecte de llei sense un veto formal i sense possibilitat d'anul·lació.

### Àsia

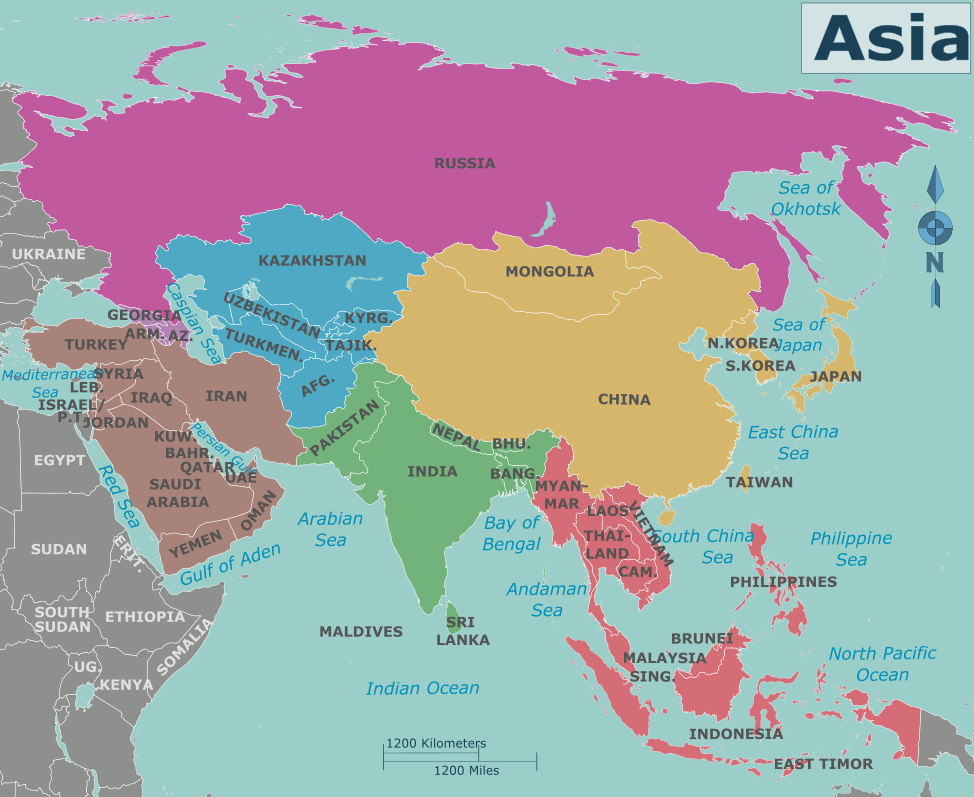
Àsia

- Xina: En virtut de la Constitució, el Congrés Popular Nacional pot anul·lar les regulacions promulgades pel  Consell d'Estat. El Consell d'Estat i el president no tenen poder de veto.[66]
- Georgia: El president pot retornar un projecte de llei al parlament amb les esmenes proposades en un termini de dues setmanes després de rebre el projecte de llei.[67] El Parlament ha de votar primer les esmenes proposades, que es poden adoptar per la mateixa majoria que per a la legislació original (per a la legislació ordinària, un vot per majoria simple).[67] Si el Parlament no adopta les esmenes, pot anul·lar el veto aprovant el projecte de llei original per majoria absoluta.[67] Abans de les reformes constitucionals de la dècada de 2010, la El president tenia tant un veto conjunt com un veto modificatori, que només es podia anul·lar amb una majoria de 3/5.[68]
- India: El president té tres poders de veto: absolut, suspensió i pocket veto.[pocket veto 1] El president pot enviar el projecte de llei al parlament perquè es modifiqui, la qual cosa constitueix un veto limitat que pot ser anul·lat per majoria simple. Però el projecte de llei reconsiderat pel parlament passa a ser una llei amb o sense el consentiment del president al cap de 14 dies. El president tampoc pot prendre cap acció indefinidament sobre un projecte de llei, de vegades anomenat veto de butxaca. El president pot negar-se a consentir, la qual cosa constitueix un veto absolut. Però el veto absolut pot ser exercit pel president només una vegada pel que fa a un projecte de llei. Si el president es nega a donar el seu assentiment a un projecte de llei i el torna al Parlament, suggerint les seves recomanacions o esmenes al projecte de llei i el Parlament torna a aprovar el projecte de llei amb o sense aquestes esmenes, el president està obligat a aprovar el projecte de llei.[70][71][72]
- Indonesia: Els poders de veto presidencial exprés van ser eliminats de la Constitució en les reformes de democratització del 2002.[73] Tanmateix, el president pot promulgar una "regulació en lloc de la llei" ("Peraturan Pemerintah Pengganti Undang-Undang" o "perppu"), que bloqueja temporalment que una llei entri en vigor.[74] El Consell de Representants del Poble (DPR) pot revocar aquesta regulació en la seva propera sessió.[75] A més, la Constitució requereix que la legislació sigui aprovada conjuntament pel president i la DPR. Així, el president pot bloquejar de manera efectiva un projecte de llei retenint l'aprovació.[76] Si aquests poders presidencials constitueixen un "veto" ha estat discutit, inclòs per l'antic jutge del Tribunal Constitucional Patrialis Akbar.[77]
- Iran: El Consell de Guardians té l'autoritat de vetar els projectes de llei aprovats per l'Assemblea Consultiva Islàmica.[78] Aquest poder de veto es pot basar en que la legislació sigui contrària a la constitució o contrària a la llei islàmica. Un veto constitucional requereix la majoria dels membres del Consell de Guardians, mentre que un veto basat en la llei islàmica requereix la majoria dels seus membres fuqaha.[79] El Consell de Guardians també té poder de veto sobre els candidats a diferents càrrecs electes.[78]

- Japó No hi ha veto a nivell nacional, ja que el Japó té un sistema parlamentari i la constitució no dóna a l'emperador  autoritat per negar-se a promulgar una llei.[80][81] En virtut de la Llei d'Autonomia Local de 1947, però, l'executiu d'un govern prefectural o municipal pot vetar la legislació local. Si l'executiu creu que la legislació és il·legal, l'executiu està obligat a vetar-la.[82] L'assemblea local pot anul·lar aquest veto amb un vot de 2/3.[83]
- Corea del Sud: El president pot retornar un projecte de llei a l'Assemblea Nacional perquè la "reconsideri" (재의).[84] Queden expressament prohibits els vetos parcials i modificatius.[85] L'Assemblea Nacional pot anul·lar el veto per una majoria de 2/3 dels membres presents.[86] Aquestes anul·lacions són rares: quan l'Assemblea Nacional va anul·lar el veto del president Roh Moo-hyun a una investigació de corrupció el 2003, va ser la primera anul·lació en 49 anys.[87]
- Filipines: El president pot negar-se a signar un projecte de llei, enviant-lo de nou a la casa on es va originar juntament amb les seves objeccions. El Congrés pot anul·lar el veto mitjançant una votació de 2/3 amb ambdues cambres votant per separat, després de la qual cosa el projecte de llei es converteix en llei.[88] El president també pot exercir un veto general[a] sobre Money bill.[b][88] El president no té un veto de butxaca: un cop rebut el projecte de llei, el cap de l'executiu té trenta dies per vetar-lo. Un cop transcorregut el termini de trenta dies, el projecte esdevé llei com si el president l'hagués signat.[89]
- Uzbekistan: El president té un veto conjunt i un veto modificatori.[90] La Cambra Legislativa de l'Oliy Majlis pot anul·lar qualsevol tipus de veto per un vot de 2/3.[90] En el cas d'un veto de paquet, si el veto no s'anul·la, el projecte de llei falla.[90] En el cas d'un veto modificatori, si el veto no s'anul·la, el projecte de llei es converteix en llei tal com s'esmena.[91] El Senat del Oliy Majlis té un veto sobre la legislació aprovada per la Cambra Legislativa, que la Cambra Legislativa també pot anul·lar amb un vot de 2/3.[92]

### Europa

Europa

Els països europeus en què l'executiu o el cap d'estat no tenen poder de veto inclouen Eslovènia i Luxemburg, on el poder de retenir el consentiment reial es va abolir el l'abolit el 2008. Els països que tenen algun tipus de poder de veto inclouen els següents:
- Estonia: El president pot vetar efectivament una llei adoptada pel Riigikogu (legislatura) enviant-la de nou perquè la reconsideri. El president ha d'exercir aquesta facultat dins dels 14 dies següents a la recepció de la llei.[94] El Riigikogu, al seu torn, pot anul·lar aquest veto tornant a aprovar la llei sense esmenes per majoria simple.[95][94] Després d'aquesta anul·lació (però només llavors), el president pot demanar al Tribunal Suprem que declari la llei inconstitucional.[96][94] Si el Tribunal Suprem dictamina que la llei no viola la Constitució, el president ha de promulgar la llei.[94] De 1992 a 2010 , el president va exercir el veto a l'1,6% dels projectes de llei (59 en total), i va sol·licitar la revisió constitucional d'11 projectes de llei (el 0,4% en total).[97]
- Finlàndia: El president té un veto suspensiu, però només pot retardar la promulgació de la legislació tres mesos.[98] El president té algun tipus de poder de veto des de l'independència de Finlandia el 1919,[99] però aquest poder es va veure molt reduït per les reformes constitucionals de l'any 2000.

- França: El president té un veto suspensiu: el president pot exigir a l'Assemblea Nacional que reobri el debat sobre un projecte de llei que ha aprovat, en un termini de 15 dies des de la seva presentació. el projecte de llei.[100] A part d'això, el president només pot remetre projectes de llei al Consell Constitucional , un poder compartit amb el primer ministre i els presidents de les dues cambres de l'Assemblea Nacional.[101] En rebre tal remissió, el Consell Constitucional pot anul·lar un projecte de llei abans que s'hagi promulgat com a llei, que s'ha interpretat com una forma de veto constitucional.

- Alemanya: El president federal d'Alemanya ha de signar un projecte de llei perquè esdevingui llei.[102] Això li dóna un poder de veto de facto sobre la legislació. No obstant això, aquest poder s'ha utilitzat només nou vegades des de la fundació de la República federal i es considera en gran part un poder cerimonial.[103][104][105]
- Hongria:El president té dues opcions per vetar un projecte de llei: presentar-lo al Tribunal Constitucional si sospita que viola la constitució o enviar-lo de nou al Assemblea Nacional i demanar un segon debat i votació del projecte de llei. Si el tribunal dictamina que el projecte de llei és constitucional, el president l'ha de signar.[106] Així mateix, si el president ha retornat el projecte de llei a l'Assemblea Nacional i s'aprova per segona vegada per majoria simple, passa a ser llei.[107]

- Islàndia:El president pot negar-se a signar un projecte de llei, que després es sotmet a un referèndum. Aquest dret no va ser exercit fins al 2004, pel president Ólafur Ragnar Grímsson, que també es va negar a signar altres dos projectes de llei relacionats amb la disputa Icesave.[108] Dos d'aquests vetos van donar lloc a referèndums.[108]

- Irlanda:El president pot negar-se a aprovar un projecte de llei que consideri inconstitucional, després de consultar el Consell d'Estat; en aquest cas, el projecte de llei es remet a la Cort Suprema, que finalment determina l'assumpte.[3] Entre 1990 i 2012, aquesta potència es va utilitzar una mitjana d'un cop cada tres anys.[109] El president també pot, a petició d'una majoria de Seanad Éireann (la cambra alta del parlament) i un terç del Dáil Éireann (la cambra baixa del parlament), després de consultar el Consell d'Estat, declinar signar un projecte de llei "d'una importància nacional tan important que s'hauria de comprovar la voluntat de la gent al respecte" en un referèndum ordinari o un nou Dáil reunit després d'unes eleccions generals celebrades en un termini de divuit mesos.[110] Aquest darrer poder no s'ha utilitzat mai perquè el govern de l'època gairebé sempre domina la majoria del Seanad, impedint que el terç del Dáil que acostuma a conformar l'oposició s'hi uneixi.[111]

- : El president pot sol·licitar una segona deliberació d'un projecte de llei aprovat pel Parlament italià abans que sigui promulgat. Aquesta és una forma de veto molt feble, ja que el parlament pot anul·lar el veto per una majoria ordinària.[112] Tot i que un veto tan limitat no pot frustrar la voluntat d'una majoria parlamentària determinada, pot tenir un efecte retardador i pot provocar que la majoria parlamentària reconsideri l'assumpte. El president també té el poder de vetar els nomenaments de ministres al govern d'Itàlia, com per exemple va fer el president Sergio Mattarella en vetar el nomenament de Paolo Savona com a ministre de Finances el 2018.[113]
- Letònia: El president pot suspendre un projecte de llei durant un període de dos mesos, durant el qual es pot remetre al poble en referèndum si una desena part de l'electorat demana un referèndum.[114] El president també pot tornar un document a la Saeima perquè el reconsideri, però només una vegada.[115] En particular, el 1999, el president Vaira Vike-Freiberga va retornar la Llei de la llengua estatal letona al Saeima, tot i que la llei havia estat aprovada per una majoria aclaparadora la primera vegada; el president va utilitzar el veto suspensiu per assenyalar problemes legals amb la llei, que van donar lloc a esmenes per adaptar-la als estàndards legals europeus.[116]
- Polònia: El president pot presentar un projecte de llei al Tribunal Constitucional si sospiten que el projecte de llei és inconstitucional o enviar-lo de nou al Sejm per a la seva reconsideració.[117] Aquestes dues opcions són exclusives: el president ha d'escollir una o una altra.[117] Si el president ha remès una llei al Tribunal Constitucional i el tribunal diu que el projecte de llei és constitucional, el president l'ha de signar. Si, en canvi, el president torna el projecte de llei al Sejm amb un veto estàndard, el Sejm pot anul·lar el projecte de llei per una majoria de tres cinquenes parts.[118]
- Portugal:El president pot negar-se a signar un projecte de llei o remetre-ho, o algunes parts al Tribunal Constitucional.[3] Si el projecte de llei és declarat inconstitucional, el president ha de vetar-lo, però l'Assemblea de la República pot anul·lar aquest veto per una majoria de dos terços.[119] Si el president veta un projecte de llei que no ha estat declarat inconstitucional, l'Assemblea de la República pot aprovar-lo per segona vegada, en la qual cas que esdevingui llei. No obstant això, a Portugal els vetos presidencials solen provocar alguns canvis a la legislació.[120] El president també té un veto absolut sobre els decrets llei emesos pel govern de Portugal.[121] En una regió autònoma com les Açores, el Representant de la República té el poder de vetar la legislació, que l'assemblea regional pot anul·lar per majoria absoluta, i també té el mateix poder de veto constitucional que el president a nivell nacional.[122]
- Espanya: La Constitució estableix que "En el termini de dos mesos des de la recepció del text, el Senat pot, mitjançant un missatge indicant-ne les raons, adoptar un veto o aprovar-hi esmenes El veto s'ha d'adoptar per majoria absoluta".[123] Un veto del Senat pot ser anul·lat per un vot de la majoria absoluta del Congrés dels Diputats.[124] A més, el govern pot bloquejar un projecte de llei abans de l'aprovació si comporta despesa pública o pèrdua d'ingressos.[125] Aquesta prerrogativa s'anomena comunament veto presupuestario ("veto pressupostari").[126]
- Ucraïna: El president pot negar-se a signar un projecte de llei i retornar-lo a la Verkhovna Rada amb esmenes proposades. La Rada Suprema pot anul·lar el veto per una majoria de dos terços. Si el veto no és anul·lat, les esmenes del president se sotmeten a una votació a favor o avall; si atreuen almenys un 50% de suport dels legisladors, el projecte de llei s'aprova amb les esmenes; si no, la factura falla.[127]

- Regne Unit: El monarca té dos mètodes per vetar un projecte de llei. Qualsevol projecte de llei que hagi estat aprovat tant per la Cambra dels Comuns com per la Cambra dels Lords només esdevé llei quan el monarca (o el seu representant oficial) l'aprova formalment procediment conegut com a sanció reial. Legalment, el monarca pot negar aquest consentiment, vetant així el projecte de llei. Aquest poder va ser exercit per última vegada el 1708 per la La reina Anna per bloquejar la Llei de la milícia escocesa de 1708. El monarca té poders de veto addicionals sobre projectes de llei que afecten la prerrogativa reial, com ara la prerrogativa de guerra, o els assumptes personals del monarca (com els ingressos reials o la propietat hereditària). Per convenció, aquests projectes de llei requereixen el consentiment del rei fins i tot abans que puguin ser debatuts pel Parlament, així com el consentiment reial si són aprovats. El consentiment de King no és obsolet i de tant en tant es denega, encara que ara només per consell del gabinet. Un exemple va ser el Projecte de llei d'Acció Militar contra l'Iraq (aprovació parlamentària) el 1999, que va rebre una primera lectura sota la Regla dels deu minuts, però se li va negar el consentiment de la reina per a una segona lectura.[128]
  -  Escòcia,  Gal·les, i   Irlanda del Nord: Existeixen poders en virtut de la secció 35 de la Llei d'Escòcia de 1998, la secció 114 de la Llei del govern de Gal·les de 2006 i la secció 14 de la Llei d'Irlanda del Nord de 1998 que permeten al ministre responsable del gabinet Westminster denegar un projecte de llei aprovat pel Parlament escocès, Parlament gal·lès o Assemblea d'Irlanda del Nord, respectivament, de procedir a l'assentiment reial, si creu que el projecte de llei modifica i ha efectes adversos sobre la legislació que reservades al Parlament del Regne Unit exclusivament per legislar. Aquest poder només s'ha utilitzat una vegada, per vetar la Llei de reforma del reconeixement de gènere (Escòcia) el 2023.[129]

### Oceania

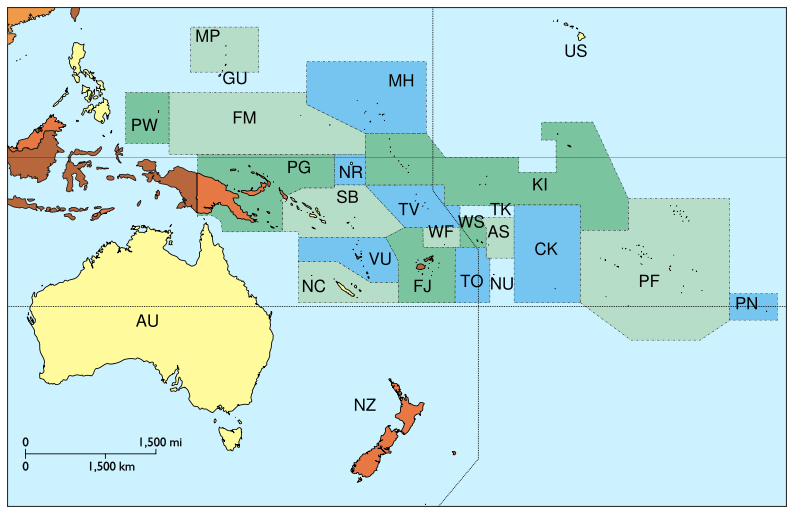
Oceania

- Austràlia:D'acord amb la Constitució australiana (secció 59), la monarca pot vetar un projecte de llei que hagi rebut el consentiment reial pel governador general en el termini d'un any des de l'aprovació de la llei.[130] Aquest poder no s'ha utilitzat mai. El mateix governador general australià té, en teoria, el poder de vetar, o més tècnicament, de negar el consentiment a un projecte de llei aprovat per les dues cambres del Parlament australià, i contràriament al consell del primer ministre.[131] Tanmateix, en qüestions d'assentiment a la legislació, el governador general és assessorat pel parlament, no pel govern. En conseqüència, quan un parlament minoritari aprova un projecte de llei en contra de la voluntat del govern, el govern podria dimitir, però no pot aconsellar un veto.[131][132] Des de 1986, els estats individuals d'Austràlia són entitats totalment independents. Per tant, la Corona no pot vetar (ni el Parlament del Regne Unit anul·la) cap acte d'un governador estatal o legislatura estatal. Les constitucions estatals determinen quin paper juga el governador de l'estat. En general, el governador exerceix els poders que tindria el sobirà; a tots els estats i territoris, cal l'assentiment del governador (o, per als territoris, de l'administrador) perquè un projecte de llei es converteixi en llei, excepte el Territori de la capital australiana, que no té administrador.[133]
- Estats Federats de Micronèsia: El President pot desaprovar la legislació aprovada pel Congrés.[134] El veto s'ha d'exercir en un termini de 10 dies, o 30 dies si el Congrés no està en sessió.[134] El Congrés pot anul·lar el veto amb un vot de tres quartes parts de les quatre delegacions estatals, amb un vot per cada delegació estatal.[135]
- Fiji: Segons la Constitució de 2013, el President no té autoritat per vetar la legislació que hagi estat aprovada pel Parlament. Sota les constitucions bicamerals anteriors, el Senat tenia poders de veto sobre la legislació aprovada per la cambra baixa electa.
- Nova Zelanda: d'acord amb el Reglament de la Cambra de Representants, el Govern té un veto financer, en virtut de que pot bloquejar projectes de llei, esmenes i mocions que tindrien un impacte més que menor en els agregats fiscals del Govern.[136] Els projectes de llei només poden estar sotmesos a un veto financer en tercera lectura, quan s'hagin finalitzat, però abans d'haver estat aprovats.[137] El sistema de veto financer es va introduir el 1996.[137]
- Tonga: La constitució faculta a la Rei a retenir l'assentiment reial dels projectes de llei adoptats per l'Assemblea Legislativa .[138] El novembre de 2011, l'assemblea va aprovar un projecte de llei que reduïa les possibles condemnes penals per tinença il·lícita d'armes de foc, delicte pel qual s'havien imputat recentment dos membres de l'assemblea. . Membres de l'oposició van denunciar el projecte de llei i van demanar al rei que el vetés, i ho va fer el desembre del 2011.[139]

## Teories del veto
En ciència política, el poder més ampli de persones i grups per prevenir el canvi s'analitza de vegades mitjançant els marcs de veto points i veto players. Els jugadors de veto són actors que potencialment poden exercir algun tipus de veto sobre un canvi en la política governamental. Els punts de veto són les oportunitats institucionals que donen a aquests actors la capacitat veto. La teoria dels punts de veto va ser desenvolupada per primera vegada per Ellen M. Immergut l'any 1990, en un estudi de cas comparatiu de reforma sanitària en diferents sistemes polítics. Trencant amb els estudis anteriors, Immergut va argumentar que "tenim punts de veto dins dels sistemes polítics i no de grups dins de les societats".
L'anàlisi del jugador de veto es basa en la teoria de jocs. George Tsebelis el va desenvolupar per primera vegada el 1995 i el va exposar en detall el 2002 Veto Players: How Political Institutions Work. Un veto El jugador és un actor polític que té la capacitat d'aturar un canvi de l'statu quo. Hi ha jugadors de veto institucional, el consentiment dels quals és requerit per la constitució o l'estatut; per exemple, a la legislació federal dels EUA, els jugadors amb veto són la Cambra, el Senat i la presidència. També hi ha jugadors de veto partidista, que són grups que poden bloquejar el canvi de política des de dins d'un jugador de veto institucional. En un govern de coalició, els jugadors de veto partidista solen ser els membres de la coalició de govern.
Segons el teorema del jugador de veto de Tsebelis, el canvi de política es fa més difícil com més jugadors amb veto hi ha, més gran és la distància ideològica entre ells i més gran és la seva coherència interna. Per exemple, Itàlia i els Estats Units tenen polítiques estables perquè tenen molts jugadors amb veto, mentre que Grècia i el Regne Unit tenen polítiques inestables perquè tenen pocs jugadors amb veto.
Tot i que els enfocaments del jugador de veto i el punt de veto es complementen, el marc dels jugadors de veto s'ha convertit en dominant en l'estudi del canvi de política. Beca sobre teoria de l'elecció racional ha afavorit l'enfocament del jugador de veto perquè el marc del punt de veto no aborda el "per què" els actors polítics decideixen utilitzar un punt de veto. A més, perquè l'anàlisi del jugador de veto pot aplicar-se a qualsevol sistema polític, proporciona una manera de comparar sistemes polítics molt diferents, com ara sistemes presidencials i parlamentaris. Les anàlisis de jugadors de veto també poden incorporar persones i grups que tenen el poder "de facto" per prevenir el canvi de polítiques, encara que no tinguin el poder legal per fer-ho.
Alguna literatura distingeix els punts de veto cooperatius (dins de les institucions) i els punts de veto competitius (entre institucions), teoritzant que els punts de veto competitius contribueixen a l'obstruccionisme que és probable que els governs multipartidistes estiguin encallats.

## Constitucions citades
- Benin: «Constitution de la République du Bénin» (en francès), 28-09-2020. Arxivat de l'original el 2 July 2022. [Consulta: 15 juny 2022].

- «Constitution of the Republic of Benin».   Oxford University Press, 1990. [Consulta: 15 juny 2022].

- Camerun: «LA CONSTITUTION de la République du Cameroun» (en francès). [Consulta: 22 juny 2022].

- «Cameroon 1972 (rev. 2008) Constitution».   Comparative Constitutions Project, 2008. [Consulta: 23 juny 2022].

- Canadà: «THE CONSTITUTION ACTS, 1867 to 1982».   Government of Canada, 10-06-2022. [Consulta: 23 juny 2022].
- República Dominicana: «República Dominicana 2015 Constitución» (en castellà).   Comparative Constitutions Project, 2015. [Consulta: 23 juny 2022].
  - «Dominican Republic 2015 Constitution».   Comparative Constitutions Project, 2015. [Consulta: 23 juny 2022].
- Estònia:  «The Constitution of the Republic of Estonia». Riigi Teataja, 22-07-2011. [Consulta: 14 juny 2022].
- França: «Constitution of October 4, 1958».   Assemblée Nationale, 23-07-2008. [Consulta: 16 juny 2022].

- Geòrgia: «Georgia's Constitution of 1995 with Amendments through 2018».   Comparative Constitutions Project, 2018. [Consulta: 12 juny 2022].
- Hongria: «Hungary 2011 (rev. 2016) Constitution».   Comparative Constitutions Project, 2016. [Consulta: 23 juny 2022].
- Indonèsia: «The 1945 Constitution of the Republic of Indonesia».   Constitutional Court of the Republic of Indonesia, 2015. [Consulta: 22 juny 2022].
- Iran: «Iran (Islamic Republic of)'s Constitution of 1979 with Amendments through 1989», 1989. [Consulta: 22 juny 2022].
- Japó: «日本国憲法» (en japanese).   The House of Representatives, 1946. [Consulta: 23 juny 2022].
  - «The Constitution of Japan».   Prime Minister of Japan and His Cabinet, 1946. [Consulta: 22 juny 2022].
- Corea del Sud: «대한민국헌법» (en korean), 25-02-1988. [Consulta: 21 juny 2022].
  - «Constitution of the Republic of Korea». Statutes of the Republic of Korea.   Korea Law Translation Center. [Consulta: 21 juny 2022].
- Letònia: «THE CONSTITUTION OF THE REPUBLIC OF LATVIA».   Latvijas Vēstnesis, 2018. [Consulta: 23 juny 2022].
- Micronèsia, Estats Federats de: «Micronesia (Federated States of) 1978 (rev. 1990) Constitution».   Comparative Constitutions Project, 1990. [Consulta: 23 juny 2022].
- Filipines: «The Constitution of the Republic of the Philippines». Official Gazette of the Republic of the Philippines, 02-02-1987. [Consulta: 22 juny 2022].
- Polònia: «THE CONSTITUTION OF THE REPUBLIC OF POLAND OF 2nd APRIL, 1997», 1997. [Consulta: 22 juny 2022].
- Portugal: «CONSTITUTION OF THE PORTUGUESE REPUBLIC: SEVENTH REVISION [2005]», 2005. [Consulta: 22 juny 2022].
- Sud-àfrica: «Constitution of the Republic of South Africa, 1996».   Government of South Africa, 2022.
- Espanya: «La Constitución española de 1978» (en spanish).   Congreso de los deputados, 2003. [Consulta: 23 juny 2022].
  - «Spain's Constitution of 1978 with Amendments through 2011».   Comparative Constitutions Project, 2011. [Consulta: 22 juny 2022].
- Tonga: «Constitution of the Kingdom of Tonga». Arxivat de l'original el 19 January 2012.
- Uganda: «Uganda 1995 (rev. 2017) Constitution».   Comparative Constitutions Project, 2017. [Consulta: 23 juny 2022].
- Estats Units: «Constitution of the United States».   U.S. Senate. [Consulta: 21 juny 2022].
- Uzbekistan: «Constitution of the Republic of Uzbekistan».   UZINFOCOM, 2014. [Consulta: 22 juny 2022].
- Zàmbia: «Zambia 1991 (rev. 2016) Constitution».   Comparative Constitutions Project, 2016. [Consulta: 23 juny 2022].